# Notomastus hemipodus
Notomastus hemipodus är en ringmaskart som beskrevs av Hartman 1945. Notomastus hemipodus ingår i släktet Notomastus och familjen Capitellidae. Inga underarter finns listade i Catalogue of Life.